# 野崎重弥
野崎 重弥（のざき しげや、1955年（昭和30年）1月21日 - ）は、日本の政治家。勲等は旭日小綬章。元東久留米市長（2期）。

## 来歴
日本大学法学部を卒業し、東久留米市の職員を経て同市議会議員となる。1999年5月から保護司に就任。また、会社役員を務めた。
2002年、東久留米市長に就任。2006年に再選、2期務めたのち、2010年に退任した。
2025年（令和7年）春の叙勲で旭日小綬章を受章した。

## 栄典
- 2019年、藍綬褒章を授与される[注 1]。
- 2025年4月、旭日小綬章を受章[10][11]